# Ursilite
La ursilite è un minerale.